# Sliver: The Best of the Box
Albums de Nirvana
With the Lights Out
(2004) Live at Reading
(2010)
Sliver: The Best of the Box est une compilation du groupe Nirvana sortie en novembre 2005 chez Geffen Records.

## Présentation
Il s'agit du quatrième album du groupe publié après sa séparation à la suite de la mort de son leader Kurt Cobain en 1994. Il contient 19 chansons tirées du coffret With the Lights Out de 2004 ainsi que trois enregistrements inédits : une version de Spank Thru tirée d'une Démo de Fecal Matter de 1985, une version studio de Sappy datant de 1990 et un enregistrement sur radio-cassette de Come as You Are. La version de Spank Thru présente sur la compilation a une signification importante pour le groupe, puisqu'il semble que ce soit cet enregistrement qui a convaincu le bassiste Krist Novoselic de former un groupe avec Cobain.
La pochette de la compilation, choisie par la fille de Cobain et Courtney Love, Frances Bean, représente une boîte de carton contenant des cassettes audio de Nirvana et Cobain, notamment une copie de la démo de Fecal matter

## Pistes
1. Spank Thru – 3:45 (1985 Fecal Matter demo)
2. Heartbreaker – 2:59 (live)
3. Mrs. Butterworth – 4:05 (rehearsal demo)
4. Floyd the Barber – 2:33 (live)
5. Clean Up Before She Comes – 3:12 (home demo)
6. About a Girl – 2:44 (home demo)
7. Blandest – 3:56 (studio demo)
8. Ain't It a Shame – 2:02 (studio demo)
9. Sappy – 3:33 (1990 studio demo)
10. Opinion – 1:35 (solo acoustic radio appearance)
11. Lithium – 1:49 (solo acoustic radio appearance)
12. Sliver – 2:10 (home demo)
13. Smells Like Teen Spirit (March 1991 boombox demo) – 5:40
14. Come as You Are (March 1991 boombox demo) – 4:10
15. Old Age – 4:21 (Nevermind outtake)
16. Oh, the Guilt – 3:25
17. Rape Me – 3:23 (home demo)
18. Rape Me – 3:03 (band demo)
19. Heart-Shaped Box – 5:32 (band demo)
20. Do Re Mi – 4:24 (home demo)
21. You Know You're Right (1994 boombox demo solo acoustic) – 2:30
22. All Apologies – 3:33 (home demo)

## Classements dans les charts
| Année | Chart                             | Position |
| ----- | --------------------------------- | -------- |
| 2005  | BBC Radio 1 Chart                 | No. 6    |
| 2005  | Official Canadian Albums Chart    | No. 12   |
| 2005  | Billboard Top 200 (US)            | No. 21   |
| 2005  | Official Austrian Albums Chart    | No. 26   |
| 2005  | Official Greece Albums Chart      | No. 26   |
| 2005  | Official Italian Albums Chart     | No. 43   |
| 2005  | Official UK Albums Chart          | No. 56   |
| 2005  | Official Argentinian Albums Chart | No. 77   |
| 2005  | Official Switzerland Albums Chart | No. 87   |
| 2005  | Official German Albums Chart      | No. 97   |